# Lantiwee
Lantiwee, ook geschreven als Lantiwé of Lantiwei, is een Aukaans dorp, gelegen aan de Cotticarivier in het ressort Wanhatti, district Marowijne in Suriname.
Het dorp Lantiwee heeft ongeveer veertig inwoners en ligt 20 kilometer ten noorden van Moengo. Sinds 2011 is de laterietweg (bauxietweg) die Wanhatti verbindt met de oostelijke tak van de Oost-West verbinding doorgetrokken naar Lantiwee. Daarvoor was het dorp alleen te voet of over de rivier te bereiken. De weg volgt het tracé van een oud militair kordonpad.
Lantiwee vervult een belangrijke streekfunctie op het gebied van de gezondheidszorg. In 1980 richtte de Amerikaanse baptiste, zendingsverpleegkundige en verloskundige Anne Dreisbach (1948) een medische hulppost op in het dorp. Naast evangelisatie biedt zij medische zorg aan ca. 2000 bewoners van de dorpen aan de Cottica.

Tijdens de Binnenlandse Oorlog (1986-1992) vluchtten veel bewoners naar Frans-Guyana of naar Paramaribo.

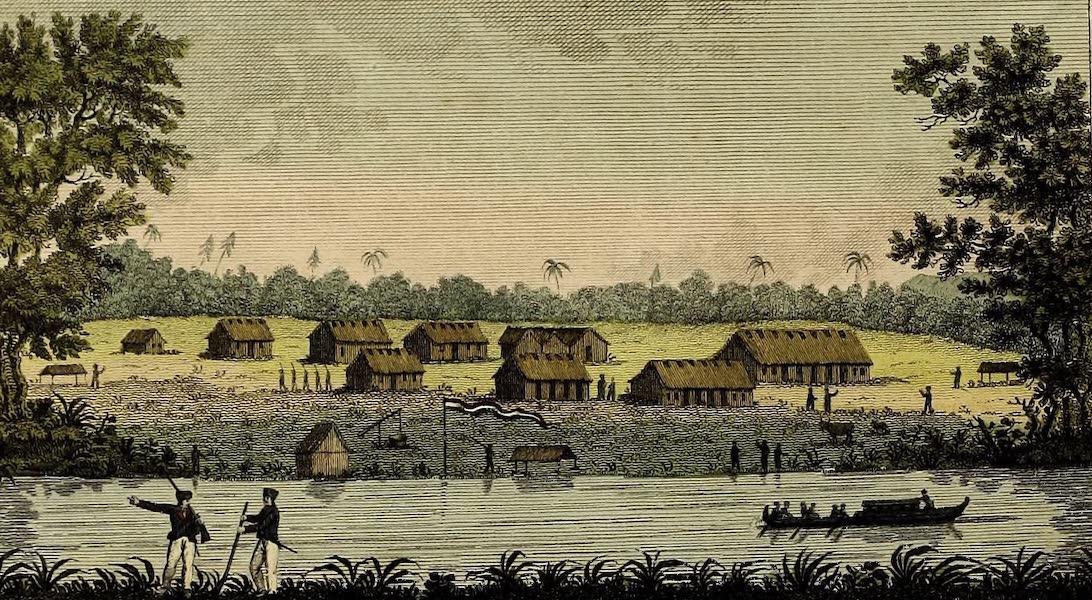
Gezicht op 's-Lands Welvaren (Devil's Harwar) (John Gabriel Stedman (1790)

## ’s-Lands Welvaren (Devil’s harwar)
Lantiwee ligt op de plek waar rond 1688 een plantage lag.
Het koloniale leger vestigde hier later een permanente militaire post die ’s-Lands Welvaren werd genoemd. De functie van de post was het bieden van bescherming aan de verder stroomafwaarts gelegen plantages tegen overvallen door marrons. Tijdens de Eerste Boni-oorlog werd de post door de koloniale troepen gebruikt als uitvalsbasis voor de veldtochten tegen de Boni-marrons.
John Gabriël Stedman geeft een uitgebreide beschrijving van de post die gelegen was op droge grond op de linkeroever van de Cottica. De post was over land bereikbaar door een kordonpad die 's-Lands Welvaren verbond met Belair, een post aan de Pericarivier. Er stonden verschillende gebouwen, voor de bevelhebber, voor de onderofficieren en voor het voetvolk. De gebouwen waren opgetrokken uit hout van de Açaipalm. Daarnaast waren er een hospitaal, een magazijn voor kruit en levensmiddelen, keukens en een bakhuis aanwezig. De post beschikte over een eigen waterput. Er werd kleinvee gehouden: schapen, varkens, kippen en een koe. Ook waren er kleine moestuintjes aangelegd.
’s-Lands Welvaren stond bekend als een ongezonde plek. De soldaten noemden het kamp Devil's harwar (haven van de duivel) vanwege de vele soldaten die ziek werden door de ontberingen van de veldtochten of die werden geveld door tropische ziekten overgebracht door steekmuggen of veroorzaakt door zandvlooien.